# 多色儀
多色儀是一種光學設備，用於將光分散到不同的方向，以隔離光的部分光譜。可以使用稜鏡或繞射光柵來分散光。與單色器不同，它同時輸出波長範圍內的多個光束。單色器只有一個出口狹縫，因此一次只能有一個波長穿過該狹縫。多色儀有多個出口狹縫，每個狹縫允許不同波長的光通過。在每個狹縫後放置一個探測器，以便用不同的斷路器量測每個波長的光。多色儀經常用於光譜學。
攝譜儀是一個密切相關的術語。攝譜儀通常不使用出口狹縫。取而代之的，它們使用單個空間選擇性探測器（如攝影膠片或電荷耦合元件）。攝譜儀通常用於觀察連續的波長範圍，而多色儀更常用於觀察幾個離散的波長，而在它們之間留有間隙。

## 外部連結
- Palmer, Christopher, Diffraction Grating Handbook, 8th edition, MKS Newport (2020).  （页面存档备份，存于）